# Поле Бродмана 37
Поле Бродмана 37, або BA37, є частиною скроневої  кори в мозку людини.
Це поле відоме ще як окципітотемпоральне поле 37 (людини). Це  цитоархітектонічно визначений структурний підрозділ скроневої ділянки в корі головного мозку. Поле розташовується переважно в каудальній частині веретеноподібної звивини (лат. gyrus fusiformis) і нижньої скроневої звивини (лат. gyrus temporalis inferior) на медіобазальній та латеральній поверхнях, на каудальному полюсі скроневої частки. Цитоархітектонічно вона обмежена каудально полем Бродмана 19, рострально нижнім скроневим полем 20 і середньої скроневої зоні 21, і дорзально, на бічній поверхні півкулі полем Бродмана 39 (людини) (Бродман-1909).

## Зображення

Анімація.
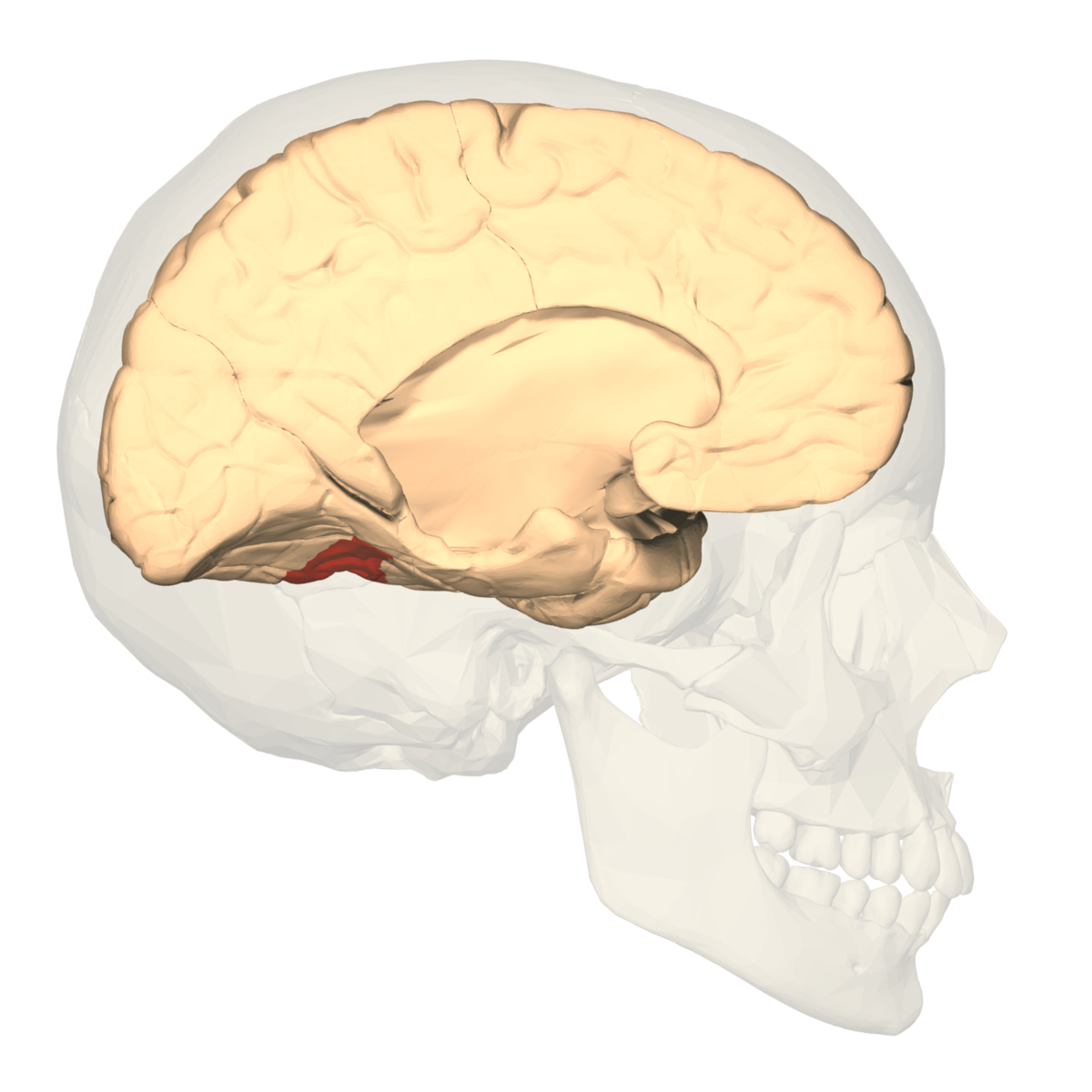
Медіальний вигляд.
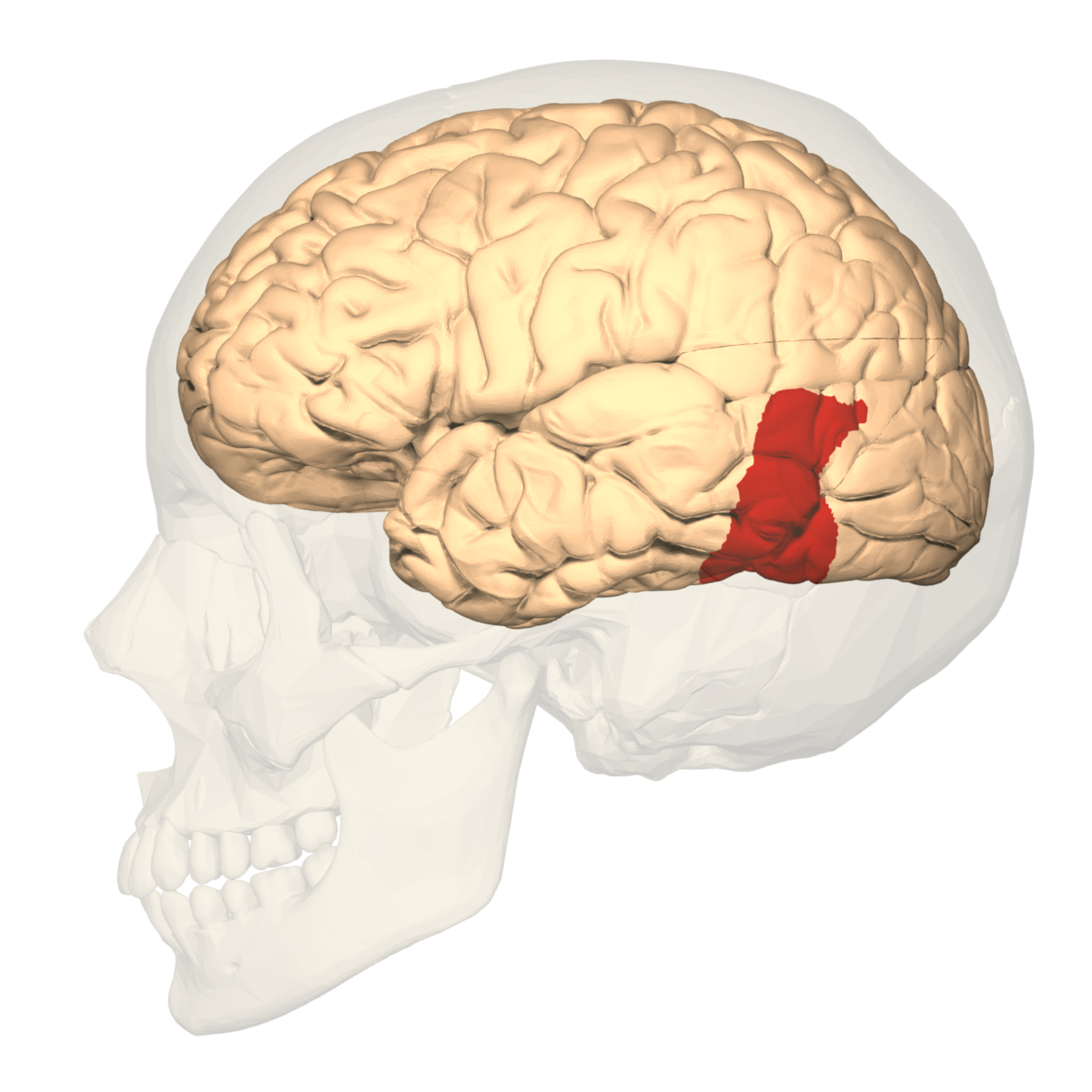
Латеральний вигляд.
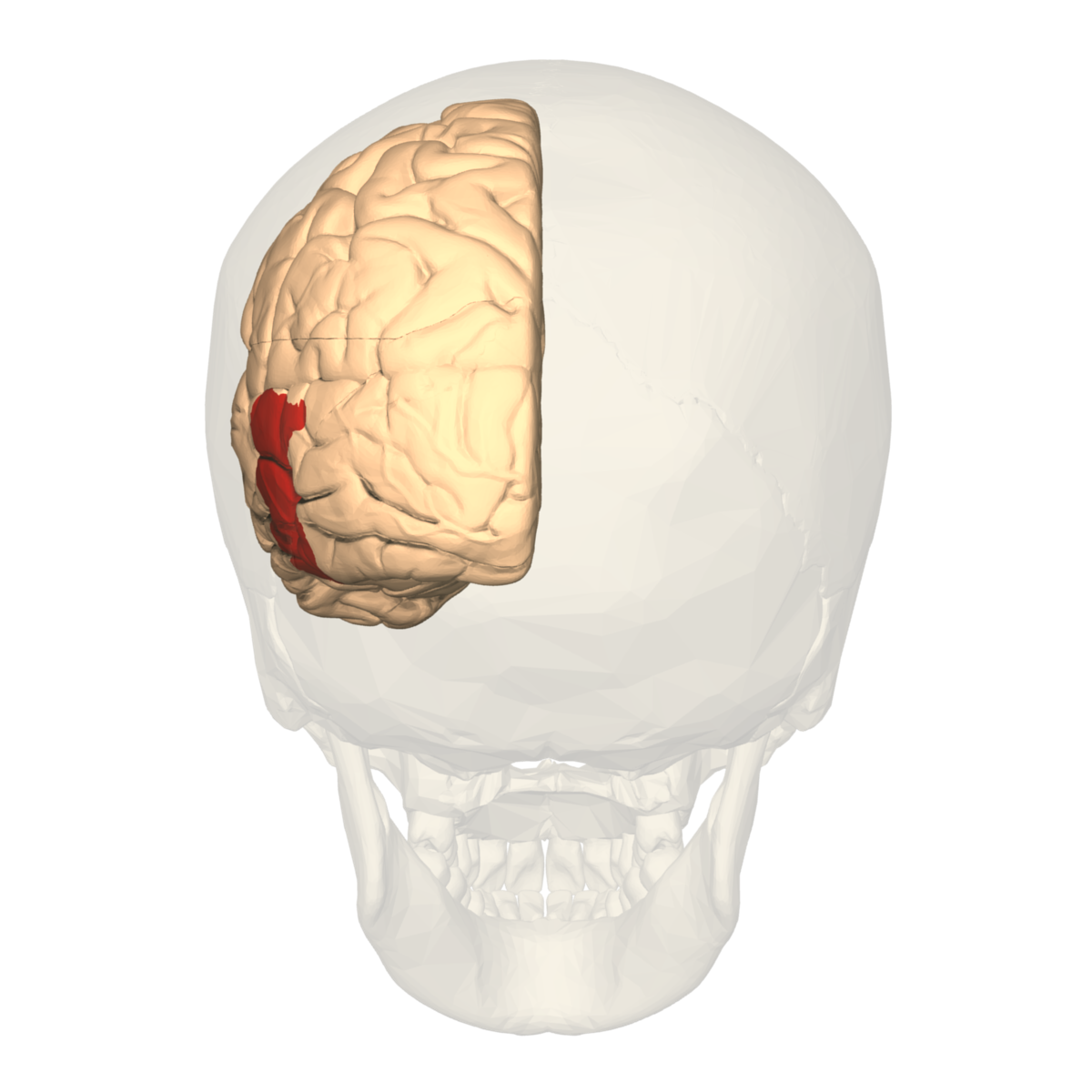
Задній вигляд.